# Zhurong (łazik)
Zhurong – (chiński: 祝融) to łazik marsjański będący pierwszym chińskim łazikiem, który wylądował na innej planecie (wcześniej wylądowały dwa łaziki na Księżycu: Yutu i Yutu-2). Jest to część misji Tianwen-1 na Marsa prowadzonej przez Chińską Narodową Agencję Kosmiczną (CNSA).
Statek kosmiczny został wystrzelony 23 lipca 2020 r. i wprowadzony na orbitę Marsa 10 lutego 2021 r. Lądownik z łazikiem wykonał udane miękkie lądowanie na Marsie 14 maja 2021 r., czyniąc Chiny trzecim krajem (po ZSRR i USA), który z powodzeniem wykonał miękkie lądowanie na Marsie i nawiązał łączność z powierzchni. Zhurong zjechał na powierzchnię planety 22 maja 2021 o 02:40 UTC.

## Instrumenty naukowe łazika
- kamera multispektralna (MSCam)
- radar podpowierzchniowy (RoPeR)
- analizator chemiczny gruntu (MarSCoDe)
- magnetometr (RoMAG)
- zestaw urządzeń meteorologicznych (MCS)
- kamery topograficzna i nawigacyjne (NaTeCam)[2]